# Neope segonacia
Neope segonacia är en fjärilsart som beskrevs av Charles Oberthür 1881. Neope segonacia ingår i släktet Neope och familjen praktfjärilar. Inga underarter finns listade i Catalogue of Life.